# 1086
Високе Середньовіччя •  Золота доба ісламу •  Реконкіста •  Київська Русь

## Геополітична ситуація
Візантію очолює Олексій I Комнін. Генріх IV є імператором Священної Римської імперії, а Філіп I — королем Франції.
Апеннінський півострів розділений між численними державами: північ належить Священній Римській імперії, середню частину займає Папська область, південна частина півострова окупована норманами. Деякі міста півночі: Венеція, Піза, Генуя, мають статус міст-республік.
Південь Піренейського півострова займають численні емірати, що утворилися після розпаду Кордовського халіфату, почалася окупація Альморавідами. Північну частину півострова займають християнські Кастилія, Леон (Астурія, Галісія), Наварра, Арагон та Барселона. Вільгельм Завойовник є королем Англії, Олаф III — королем Норвегії, а Олаф I став королем Данії.
У Київській Русі княжить Всеволод Ярославич, а у Польщі Владислав I Герман. Хорватію очолює Дмитар Звонимир. На чолі королівства Угорщина стоїть Ласло I.
Аббасидський халіфат очолює аль-Муктаді під патронатом сельджуків, які окупували Персію та Малу Азію, в Єгипті владу утримують Фатіміди, у Магрибі панують Альморавіди, у Середній Азії правлять Караханіди, Газневіди втримують частину Індії. У Китаї продовжується правління династії Сун. На півдні Індії домінує Чола. В Японії триває період Хей'ан.

## Події
- 23 жовтня — мусульманські війська розбили християн при Саграхасі в Іспанії.
- Київський князь Всеволод Ярославич заснував церкву св. Андрія і Андріївський Янчин монастир для своєї дочки Анни.
- Новим папою римським обрано Віктора III, хоча він прийняв своє обрання тільки наступного року.
- Війська імператора Священної Римської імперії Генріха IV зазнали поразки в битві при Блайфельді від військ претендента на трон короля Німеччини Германна з Зальма.
- В Англії завершився перепис і укладено «Книгу Страшного суду».
- Нормани завершили завоювання Сицилії взяттям останньої твердині сарацинів міста Сіракузи.
- У Данії спалахнуло повстання, загинув король Кнуд IV. Новим королем Данії став Олаф I.
- Сельджуцький емір Тутуш взяв Антіохію і пішов на Анатолію. Візантійці дали йому відсіч і врятували Румський султанат.
- Печеніги вторглися в Фракію.
- У Японії імператор Сіракава формально зрікся трону й передав його своєму сину, а себе проголосив Верховним імператором і почав правити з монастиря. Це стало початком традиції імператорів-затворників, яка отримала назву інсей.

## Народились
- 11 серпня — Генріх V, німецький король і імператор Священної Римської імперії (з 1106), останній з Франконської династії.

## Померли
- 10 липня — В Оденсе в церкві знаттю вбито короля Данії Кнуда IV, пізніше канонізованого католицькою церквою.